# Literatura aragonesa

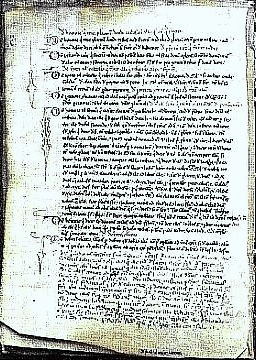
Pàgina del Liber regum.

Literatura aragonesa és la literatura feta en aragonès. L'aragonès no ha gaudit, al llarg de la seva història, del prestigi literari amb el qual compten altres llengües romàniques de la península Ibèrica.

## Primers testimonis
Les Glosses Emilianenses (segle x) són el primer testimoniatge escrit de la llengua aragonesa. Aquesta afirmació, que s'oposa a qui considera aquestes glosses com a castellanes, se sosté en l'anàlisi lingüística, en els quals molts dels trets apareixen com clarament aragonesos. És el cas de -it- resultant de -ct- (muito, feito), de la diptongació davant iod (uellos, tiengo), o de certes formes verbals, com les del verb ser, i lèxiques.

## Literatura medieval
Però no serà fins als segles XII i xiii que l'aragonès començarà a tenir major presència en els documents escrits. D'aquest període, destaquen el Liber Regum —primera història general amb desenvolupament narratiu ampli en una llengua romànica peninsular—, Deu manaments —tractat doctrinal destinat a confessors— i el Vidal mayor, obra jurídica on apareixen compilats els furs d'Aragó. Textos comRazón feita d'amor, el Libre dels tres reys d'orient o la Vida de Santa María Egipciaca presenten clars trets aragonesos.

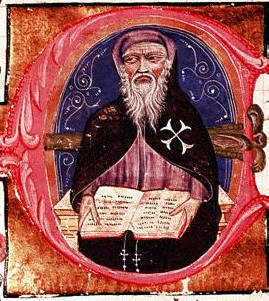
Juan Fernández de Heredia, representat en una inicial miniada de la seva Grant crònica d'Espanya.

Ja en el segle xiv, despunta la personalitat de Juan Fernández de Heredia, humanista, historiador i autor de la Grant Crònica d'Espanya i de la Crònica de los Conquiridores, entre altres obres. Va ser també qui es va encarregar de traduir a l'aragonès obres clàssiques de l'Antiguitat, com les Vides paral·leles de Plutarc. No obstant això, l'aragonès utilitzat en aquestes obres presenta ja un clar polimorfisme, en el qual apareixen castellanismes, catalanismes i cultismes.
Més aragonesa es presenta la Crònica de San Juan de la Peña, del mateix segle, que inclou els versos prosificats d'una cançó de gesta, el Cantar de la Campana de Huesca, que dataria de fins del segle xii o principis del xiii. També es realitzen altres traduccions en aquesta època, com la del Libro de las maravillas del mundo, llibre de viatges de John Mandeville.

## La decadència
A partir del segle xv, amb l'entrada de dinasties castellanes a Aragó, la llengua aragonesa patirà un progressiu desprestigi social que repercutirà en la seva literatura. Els versos d'Eiximén Aznáriz seran el més destacable d'un segle en el qual els escriptors aragonesos aniran adoptant, en la seva majoria, la nova llengua de la cort i de les capes altes, el castellà. D'aquesta manera, el segle xvi veurà ja escriptors aragonesos en llengua castellana, en la qual comptarà amb autors de la talla de Baltasar Gracián o els germans Lupercio i Bartolomé Leonardo de Argensola. No obstant això, aquests segles seguiran veient una important presència de l'aragonès en la literatura aljamiada (escrita amb grafia aràbiga), com s'aprecia en el Poema de Yuçuf, estudiat per Menéndez Pidal i en molts manuscrits i fragments d'obres com Les mil i una nits.

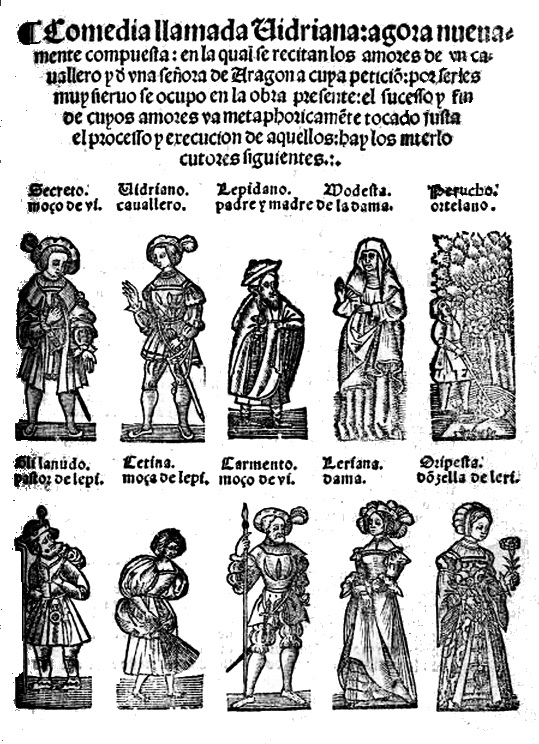
Portada de la Comèdia Vidriana.

El teatre renaixentista a Aragó fou conreat per Jaime de Huete, que va escriure en la primera meitat del segle xvi les seves comèdies Tesorina i Vidriana, que incloïen diàlegs procedents del parlar popular amb abundants aragonesismes. La llengua aragonesa, convertida cada vegada més en una llengua d'àmbit rural i familiar, adoptarà en els segles següents un caràcter marcadament popular. El segle xvii comptarà amb escriptors aïllats que, conscients de les diferències entre el parla del poble (aragonesa) i l'adoptada pels escriptors, miraran d'usar-la per a donar major realisme a les seves obres. Serà el cas de l'abadessa Ana Abarca de Bolea, autora del poema Alborada al Nacimiemento, i també de les "pastoradas" del segle xviii, en les quals el "repatán" s'expressarà sovint en aragonès.

## Renaixement
Els segles XIX i xx veuran un cert renéixer de la literatura aragonesa, si bé la seva condició d'idioma minoritzat i mancat d'una seriosa referència estàndard farà que els escriptors tractin els seus temes, sovint localistes, en la seva pròpia varietat dialectal de l'aragonès. Així, en 1844 apareix en aragonès d'Almudévar la novel·la Vida de Pedro Saputo, de Braulio Foz. Ja en el segle XX destaquen: en dialecte de Hecho o "cheso", les comèdies costumistes de Domingo Miral i la poesia de Veremundo Méndez; en ribagorçào de Graus, els escrits populars de Tonón de Baldomera i els versos de Cleto Torrodellas; en aragonès del Somontano de Barbastre, els relats costumistes de Pedro Arnal Cavero, així com la popular novel·la de Chuana Coscujuela, A Lueca, A istoria d'una mozeta d'o Semontano (1982).
Els anys posteriors a la dictadura suposen una revitalització de la literatura aragonesa, que ara persegueix un model més estandarditzat o supradialectal. Nombrosos estudis filològics sobre les diverses parles aragoneses ajudaran a adoptar una visió conjunta de l'idioma. 1977 serà l'any de la primera gramàtica escrita de l'aragonès, a càrrec de Francho Nagore. En 1972, Ánchel Conte publica el poemari No deixez morir a mía voz. Eduardo Vicente de Vera publica Garba y augua (1976) i Do s'amorta l'alba (1977). A partir dels primers anys, creix el nombre d'autors en el que s'anomenarà aragonès literari o comú (Inazio Almudévar, Chusé Antón Santamaría Loriente, Francho Rodés, Chusé Inazio Nabarro, Miguel Santolaria, Óscar Latas Alegre, Chusé Raul Usón, Carlos Diest, Alberto Gracia Trell, Carmina Paraíso Santolaria, Rafel Vidaller Tricas, María Pilar Benítez Marco, Ana Giménez, Zésar Biec Arbués, etc.) per oposició a l'aragonès local o dialectal, que també se segueix conreant en obres com les de Nieus Luzía Dueso Lascorz i José María Satué en dialectes de Sobrarb, Máximo Palacio, Ricardo Mur Saura, en el d'Alt Gàllego o Emilio Gastón Sanz en el de la Valle de Hecho o les de Ana Tena o Carmen Castán, en ribagorçà. Així mateix creixerà en aquests anys el nombre de premis literaris que fomenten la creativitat literària, com el Premi literari Vila de Siétamo, o el Premi de Relats Luis del Val.